# Ulsteinvik
Ulsteinvik este o localitate din comuna Ulstein, provincia Møre og Romsdal, Norvegia, cu o suprafață de 4,19 km² și o populație de 6.033 locuitori (2013).

## Personalități născute aici
- Karsten Warholm (n. 1996), atlet.